# 葦葉山七兵衛
葦葉山 七兵衛（あしばやま しちべえ、1913年12月1日 - 1962年2月28日）は、東京都港区出身で井筒部屋に所属した大相撲力士。本名は横山 希雄。最高位は東前頭12枚目。身長177cm、体重116kg。得意手は右四つ、寄り。

## 来歴
1928年5月場所に初土俵、1943年5月場所に新入幕を果たした。初土俵から十両昇進まで10年、さらに入幕まで5年を掛けた晩成型であった。1945年11月場所限りで引退、年寄・高田川、のち枝川を襲名。木戸主任から師匠に人柄と豊富な知識を買われ、在京理事に昇進した。1962年心臓病で48歳で死去。相撲の取り口は当時としては恵まれた体格を生かした突進型であったが、足を痛めて威力が激減した。同じ井筒部屋の後輩にあたる元幕内・大雄は娘婿。孫は元幕下・龍甲。

## 主な成績
- 幕内成績：8勝27敗　勝率.299
- 幕内在位：3場所
- 各段優勝
  - 序二段優勝：1回（1931年10月場所）

### 幕内対戦成績
| 綾昇   | 1 | 1 | 五ツ海 | 0 | 1 | 大ノ森 | 0 | 2 | 笠置山 | 0 | 1 |  |  |  |
| 鹿嶋洋 | 1 | 0 | 九州山 | 1 | 2 | 清美川 | 0 | 2 | 櫻錦   | 0 | 2 |  |  |  |
| 汐ノ海 | 0 | 2 | 神東山 | 0 | 3 | 駿河海 | 1 | 0 | 出羽湊 | 0 | 1 |  |  |  |
| 備州山 | 1 | 1 | 広瀬川 | 0 | 1 | 二瀬川 | 1 | 0 | 松ノ里 | 0 | 2 |  |  |  |
| 八方山 | 0 | 2 | 龍王山 | 0 | 1 | 若瀬川 | 0 | 1 | 若港   | 1 | 1 |  |  |  |

## 改名歴
- 横山 希雄（よこやま きゆう、1928年1月場所 - 1931年5月場所）
- 足羽山（あしばやま、1931年10月場所 - 1935年1月場所）
- 国見嶽（くにみだけ、1935年5月場所）
- 足羽山 公成（あしばやま こうせい、1936年1月場所 - 1940年5月場所）
- 葦葉山 七兵衛（あしばやま しちべえ、1941年1月場所 - 1945年11月場所）

## 年寄変遷
- 高田川 公成（たかだがわ こうせい）1945年11月 - 1947年10月
- 枝川 公成（えだかわ こうせい）1947年11月 - 1962年2月28日